# Slavomír Kratochvíl
Slavomír Kratochvíl (2. ledna 1889 Trnava – 23. listopadu 1914 Moravská Ostrava) byl první popravený účastník prvního československého protirakouského odboje.

## Mládí

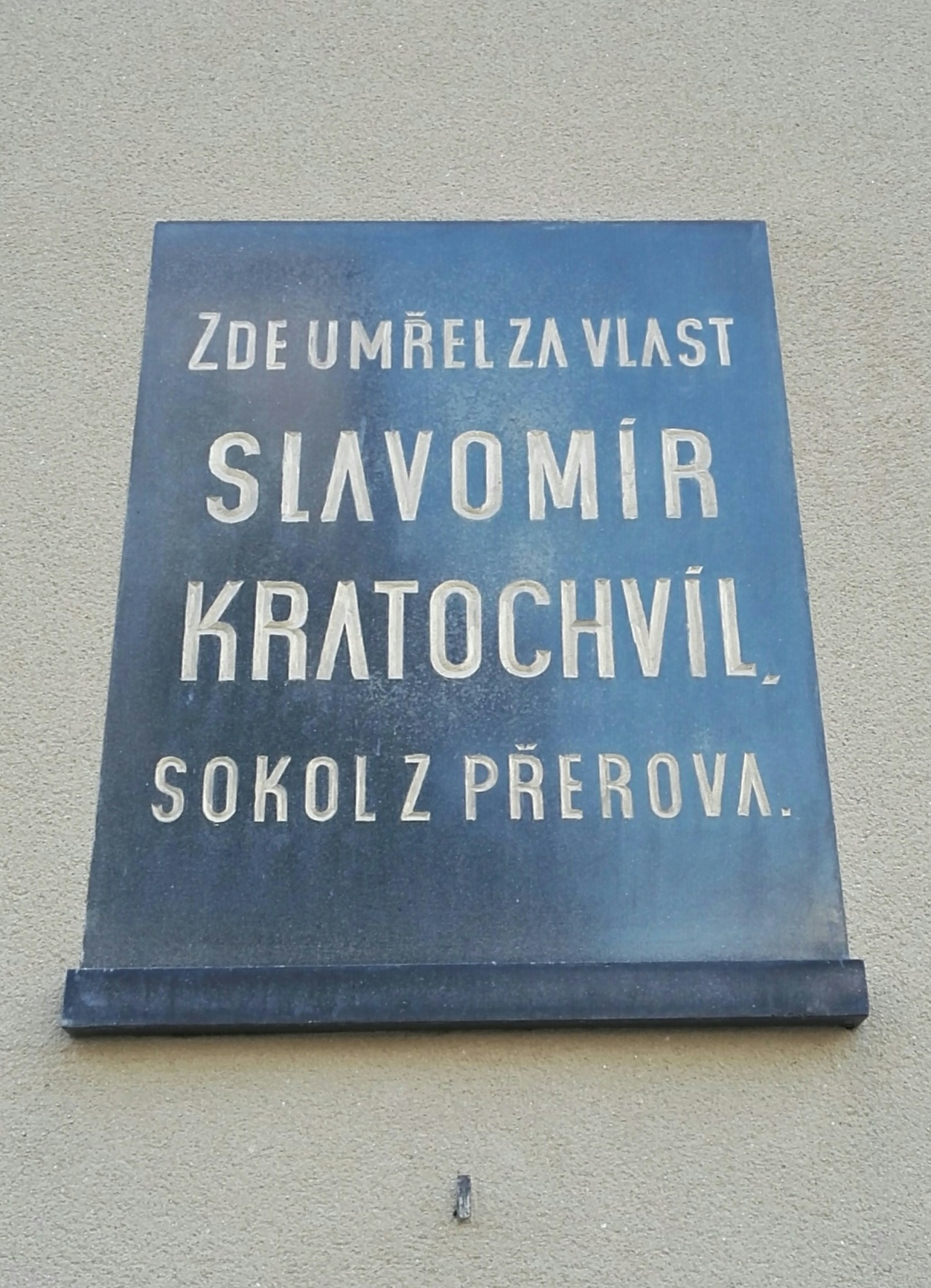
Pamětní deska v Moravské Ostravě

Narodil se v učitelské rodině, vystudoval Vyšší průmyslovou školu v Brně, od roku 1907 pracoval jako technický úředník u firmy Heinik v Přerově. Angažoval se v místním Sokole. Věnoval se výchově sokolského dorostu a o činnosti ve spolku psal do místních novin.

## Poprava
18. listopadu 1914 byl zatčen i se svými třemi spolupracovníky za rozmnožování pobuřujících protistátních letáků (šlo o báseň zesměšňující vojenskou mašinérii). Náhlý vojenský soud odsoudil Kratochvíla dne 23. listopadu 1914 k trestu smrti, jeden společník dostal 8 let žaláře, zbylí dva byli osvobozeni. Poprava byla vykonána ještě téhož dne.

## Po smrti

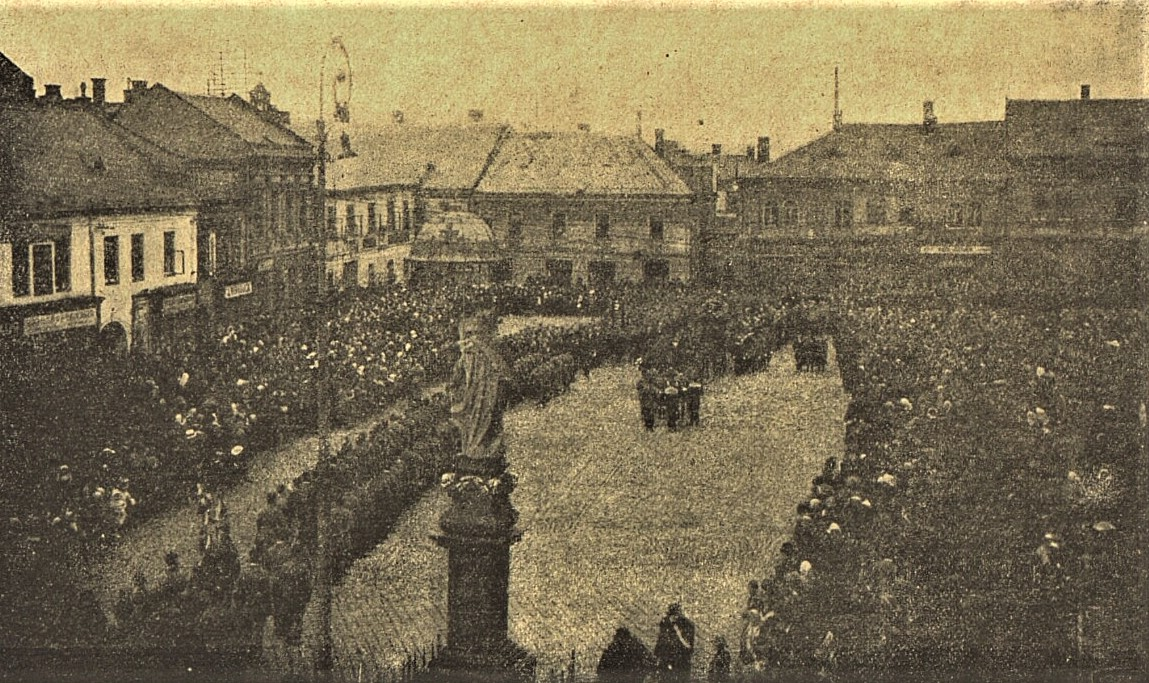
Pohřeb Slavomíra Kratochvíla (Přerov 1919)

Ostatky Slavomíra Kratochvíla byly slavnostně převezeny a uloženy na Městském hřbitově v Přerově. 5. ledna 1919. V roce 1933 byla zasazena jeho pamětní deska na budově krajského soudu v Moravské Ostravě.
Slavomír Kratochvíl se v éře první republiky stal spolu s dalšími oběťmi rakouské perzekuce (z nichž nejvýznamnější byl zřejmě Josef Kotek) každoročně připomínanou a uctívanou mučednickou osobností I. odboje.
Je po něm pojmenována ulice v Přerově a sokolská župa.